# Алфред Фреди Крупа
Алфред Фредди Крупа (Карловац, 14. јун 1971) хрватски је академски сликар глобално познат као пионир покрета новог мастила (New Ink Art).
Од октобра 2020. године, са индексом историјске популарности Масачустеског технолошког инситута (ХПИ) од 47,05, Алфред Фредди Крупа је 80. најпознатији живи сликар, 5. најпознатији хрватски сликар и најпознатији живи хрватски сликар.

## Биографија

### Породица
Први ментор био му је деда, познати југословенски академски сликар и проналазач Алфред Крупа старији. Крупина породица уписана је у Међународни регистар жртава нацизма - ИТС Бад Аролсен. Већи део свог живота провео је у родном месту генерације своје породице, у једној од најлепших зграда у Карловцу - палати аустроугарског индустријалца Мака Хеинрицха.

### Образовање
Основну школу завршио је у Карловцу, а гимназију у Загребу. Као одличан студент 1992. године добио је стипендију града Карловца. Похађао је Академију ликовних умјетности у Загребу, гдје је 1995. године дипломирао сликарство у класи Златка Каузларича - Атача. Након студија сликања похађао је постдипломска истраживања историје уметности на Филозофском факултету у Загребу, а 1998. путовао је у Јапан као стипендиста јапанске владе где је истраживао јапанско сликање тушем на Токијском универзитету Гакугеи. Након тога започео је додатно педагошко-психолошко образовање и стекао стручно звање „професор цртања и сликања“ (Министарство образовања Републике Хрватске и Завод за школство Републике Хрватске).

### Уметничка активност и одлике уметничког дела
Крупина дела су представљена на разне начине на 6 континената, укључујући два пута у Србији, 2016. у Београду (4. међународни бијенале акварела у галерији 'А') и у Ваљеву (Савремени међународни акварел у Међународном уметничком студију 'Радован Трнавац Мица ').
Алфред Фредди Крупа посвећени је хрватски умјетник чија се дјела појављују на изложбама, наградама и публикацијама широм свијета - укључујући Хрватску, Белгију, Јапан, Пакистан и САД. Увек истражујући спајање различитих стилова, као и повезујући различите научне и уметничке теорије, он ствара мастило на папиру које одражава минималистички, математички приступ. Свако Крупино дело је спонтано, сирово и директно, постижући лични и аутентични уметнички потпис. (Алисса Перротт, Париз, 2019)
О Крупи пише познати хрватски историчар уметности и активиста Анте Вранковић: У својој хроматској и формалној уметничкој редукцији, у којој следећи приступ Истока понекад своди читав цртеж на један непрекидни потез - линију која представља „материјализацију тока сликаревих мисли и осећања која прати тај ток“, Фредди интерполише на оригиналан начин. неформално - гестуална искуства Запада, стварајући сопствену уметничку синтезу, која је последњих година међународно препозната и препозната по бројним наградама, од Кине до Сједињених Држава.

### Колекције
Заступљен је у Шлеском музеју (Музеум Слаские) - Катовице, Пољска, у Музеју модерне уметности у Њујорку (МоМА), у Националном музеју акварела (Мусео Национал де Ацуарела Алфредо Гуати Ројо) -Мекицо Цити, Мексико, Модерна галерија у Загребу, Графички кабинет Хрватске академије знаности и умјетности, Градски музеј Карловац, као и друге јавне и приватне колекције у Литванији, СР Њемачкој, САД, Бугарској, Италији, БиХ и Хрватској.
Британски галеријски систем Тате уврстио је у своју посебну колекцију (Збирка посебних библиотека, Тате Бритаин-Лондон) монографијом „Алфред Фредди Крупа“ у издању ИТГ-Загреб и оригиналним Крупиним делом из 2013. („Нео Минимализам“, 21 к14,5 cm, туш / колаж).